# 12880 Juliegrady
A 12880 Juliegrady (ideiglenes jelöléssel 1998 QM25) a Naprendszer kisbolygóövében található aszteroida. A LINEAR projekt keretében fedezték fel 1998. augusztus 17-én.